# 金刀比羅神社 (流山市)
金刀比羅神社（ことひらじんじゃ）は千葉県流山市の神社。

## 概略と沿革
1823年（文政6年）に創建された。元々は地元の有力者である柳沢家の自宅敷地に祀った氏神であった。その後、一般に開放された。
毎月10日に開かれる縁日「朝金比羅」があることで知られている。

## 交通アクセス
- 東武野田線運河駅より徒歩4分。